# Distrikt Villa María del Triunfo
Der Distrikt Villa María del Triunfo ist einer der 43 Stadtbezirke der Region Lima Metropolitana in Peru. Er ist 70,57 km² groß und zählt 398.433 Einwohner (Stand 2017). Im Jahr 1993 lag die Einwohnerzahl bei 263.554, im Jahr 2007 bei 378.470.
Der Distrikt Villa María del Triunfo grenzt im Norden an San Juan de Miraflores, im Osten an La Molina, im Süden an Pachacámac und Lurín und im Westen an Villa El Salvador.

## Geschichte
Bis in die 1950er Jahre war das Gebiet des heutigen Stadtteils, das damals noch am Rande der Metropole lag, nur dünn besiedelt. Villa María del Triunfo wurde vor allem in den 1960er und 1970er Jahren bebaut, als sich dort Zuwanderer aus den Anden ansiedelten. In den 1980er und 1990er Jahren kamen viele Familien hinzu, die aus ihren Dörfern vor dem Sendero Luminoso flüchten mussten.
Am 28. Dezember 1961 wurde Villa María del Triunfo offiziell zu einem Stadtbezirk von Lima erklärt.
Der amtierende Bürgermeister des Stadtbezirks heißt Eloy Chávez Hernández
(2019–2022).[veraltet]